# Star Trek Judgment Rites
Star Trek: JUdgment Rites es un videojuego basado en el universo Star Trek, desarrollado por Interplay  para MS-DOS, Mac, y Amiga en 1993. Es la continuación de Star Trek 25th Anniversary, recogiendo nuevas misiones, y compartiendo mismo sistema de juego y distribución de los niveles del título anterior.

## Sinopsis
Este título cuenta con 8 nuevos episodios que siguen la misma estructura de Star Trek 25 Anniversary, recorriendo planetas y localizaciones propias del Universo Star Trek, que si bien no figuran en los episodios de las series y películas realizadas, sí comparten los mismos ambientes y temáticas, especialmente de Star Trek: The Original Series.
El juego está dividido en episodios donde podremos contar con la presencia de los personajes clásicos de la serie de televisión como: James T. Kirk, Mr. Spock, y Dr. McCoy, y de sucesivos oficiales.

## Otras ediciones

### Pack de Expansión
El pack de expansión de cine y sonido es un pack de expansión cuya publicidad reza "amplía la experiencia con nuevas y fantásticas secuencias cinemáticas y efectos de sonido digitalizados de la serie original".

### Edición coleccionista
Se lanzó en 1995 e incluía un CD-ROM  con una entrevista de 20 minutos del creador de Star Trek Gene Roddenberry. La entrevista tuvo lugar en 1988 como parte de una presentación de Star Trek: The Next Generation - Detrás de las escenas.

## Forma de juego
Generalmente, cada episodio comienza con una descripción de la misión y en algunos casos, con una batalla de naves. Cuando un equipo de exploración es transportado a un planeta, la jugabilidad cambia a una combinación de aventura gráfica y shooter lateral. La mayor parte del tiempo, para avanzar el jugador tiene que interactuar con varias formas de vida autóctonas, encontrar objetos y resolver puzles. Aunque cada miembro del grupo está equipado con un fáser, la violencia rara vez es la forma de avanzar en el juego.
Durante las fases de exploración el jugador puede manejar hasta a 4 personajes de la tripulación a la vez.